# Trevor Noah
Trevor Noah (Johannesburg, 20 februari 1984) is een Zuid-Afrikaanse komiek, acteur en televisiepresentator. In 2023 kreeg hij de Erasmusprijs als erkenning voor zijn satire, humor en maatschappijkritiek.

## Biografie
Trevor Noah werd geboren in Johannesburg en groeide op in het stadsdeel Soweto. Zijn moeder Patricia is een zwarte Zuid-Afrikaanse vrouw. Zijn vader Robert is een blanke man die van Zwitsers-Duitse afkomst is. De relatie van zijn ouders was door de apartheid in Zuid-Afrika illegaal. Zijn moeder werd voor zijn geboorte regelmatig door de Zuid-Afrikaanse overheid gearresteerd en beboet voor het overtreden van de Apartheidswetten. De jonge Trevor werd door zijn moeder en grootmoeder opgevoed. Zijn multiraciale afkomst en observaties over ras en etniciteit komen ook regelmatig aan bod in zijn komische optredens.
Noah is een polyglot; hij spreekt onder meer Engels, Duits, Xhosa, isiZulu, Sotho en Afrikaans.

### Carrière
Op 18-jarige leeftijd kreeg Noah een grote rol in de Zuid-Afrikaanse soapserie Isidingo. Nadien presenteerde hij zijn eigen radioshow, Noah's Ark, op de jongerenzender YFM. Van 2004 tot 2006 presenteerde hij ook het educatief radioprogramma Run The Adventure op zender SABC 2. In 2007 werd hij de presentator van The Real Goboza en Siyadlala op SABC 1. Een jaar later presenteerde hij samen met Pabi Moloi The Amazing Date, een dating- en spelprogramma, en won hij de Zuid-Afrikaanse versie van Strictly Come Dancing. In 2009 mocht hij ook de derde editie van de South Africa Film and Television Awards (SAFTA) presenteren. Een jaar later werd hij presentator van de South African Music Awards en het praatprogramma Tonight with Trevor Noah.
Na enkele jaren stopte Noah met acteren en het presenteren van radioprogramma's om zich op zijn carrière als stand-upcomedian te focussen. Hij trad op met Zuid-Afrikaanse komieken als David Kau, Kagiso Lediga, Riaad Moosa, Darren Simpson, Marc Lottering, Barry Hilton en Nik Rabinowitz en internationale komieken als Paul Rodriguez, Carl Barron, Dan Ilic en Paul Zerdin. In november 2007 was hij ook de openingsact van komieken Gabriel Iglesias en Russell Peters tijdens hun Zuid-Afrikaanse tournee. Noah nam in zijn geboorteland ook deel aan The Blacks Only Comedy Show, The Heavyweight Comedy Jam en The Cape Town International Comedy Festival. Zijn Zuid-Afrikaanse comedyspecials heten The Daywalker (2009), Crazy Normal (2011), That's Racist (2012) en It's My Culture (2013). In 2012 werd hij door zijn Zuid-Afrikaanse collega's uitgeroepen tot "komiek van het jaar".
Op 6 januari 2012 werd Noah de eerste Zuid-Afrikaanse komiek die mocht optreden in The Tonight Show. Op 17 mei 2013 werd hij ook de eerste Zuid-Afrikaanse stand-upcomedian in Late Show with David Letterman. In 2012 was hij het onderwerp van de documentaire You Laugh But It's True. Datzelfde jaar trad hij op met de show Trevor Noah: The Racist, die gebaseerd was op zijn Zuid-Afrikaanse show That's Racist. Op 12 september 2012 was hij op Comedy Central de gastheer van de roast van de Zuid-Afrikaanse zanger Steve Hofmeyr. In 2013 trad Noah op met de special Trevor Noah: African American. In oktober 2013 was hij te gast in het komisch BBC 2-programma QI. Een maand later nam hij ook deel aan 8 out of 10 Cats op Channel 4.

#### The Daily Show
In december 2014 werd Noah een vaste medewerker van het satirische nieuwsprogramma The Daily Show. Op 30 december 2014 kondigde de zender aan dat hij Jon Stewart zou opvolgen als presentator van het programma. Meteen na de bekendmaking kwam Noah in opspraak omwille van enkele grappen op zijn Twitter-account die door sommige gebruikers als vrouwonvriendelijk en antisemitisch beschouwd werden. Noah verdedigde zich door te stellen "dat een handvol slechte grappen geen juiste weergave zijn van zijn persoonlijkheid of zijn evolutie als komiek". Noah gaf in oktober 2022 aan van plan te zijn te stoppen met de Daily Show, om zo meer tijd te hebben voor standup comedy, nieuwe talen leren en de wereld rondreizen.

#### Boeken
Zijn memoires Born a Crime werd gepubliceerd in november 2016 en werd positief ontvangen door grote Amerikaanse boekrecensenten. Naast de auteur staat zijn moeder centraal in het boek, terwijl zijn Europese vader slechts af en toe wordt genoemd. Het werd een #1 New York Times Bestseller en werd uitgeroepen tot een van de beste boeken van het jaar door The New York Times, Newsday, Esquire, NPR en Booklist. Er werd aangekondigd dat in een verfilming gebaseerd op het boek Lupita Nyong'o zijn moeder zou spelen.
In juli 2018 brachten de schrijvers van Noah en The Daily Show The Donald J. Trump Presidential Twitter Library uit, een boek met honderden Trump-tweets en een voorwoord van de Pulitzer Prize-winnende historicus Jon Meacham.

#### Ander werk
In 2017 verscheen hij in de tv-serie Nashville. Sinds 2018 sprak hij de stem in van de AI van het personage Shuri, Al Griot, in de Marvel Cinematic Universe films Black Panther en Black Panther: Wakanda Forever, en speelde hij in de films Coming 2 America en American Vandal.
Noah was gastheer van de 63e jaarlijkse Grammy Awards.
In 2023 werd aan Noah de Erasmusprijs toegekend.  Volgens de jury staat Noah met zijn 'spottende, talige en politieke humor' in de traditie van Erasmus.